# ژرالد ولت
ژرالد ولت (فرانسوی: Gerald Ouellette‎; ۱۴ اوت ۱۹۳۴ – ۲۵ ژوئن ۱۹۷۵) تیرانداز اهل کانادا بود.
وی در مسابقات کشوری و بین‌المللی در مجموع برندهٔ ۱ مدال طلا شده‌است.